# Martinho de Leão
Martinho de Leão (em castelhano:  Martín de León; em latim: Martinus Legionensis) foi um sacerdote e cônego regular agostiniano do século XII. Nascido em Leão, Martinho e seu pai, João (Juan), se retirou do mundo para o canonato de São Marcelino em Leão depois da morte de sua mãe. Educado ali, depois que seu pai morreu, Martinho decidiu realizar uma grande peregrinação, visitando as cidades de Roma e Constantinopla.
Retornando para casa, fez seus votos em São Marcelino, mas, depois de ver seu mosteiro secularizado pelos bispos, entrou para a igreja colegiada de Santo Isidoro na mesma cidade. Era ali que estava enterrado Santo Isidoro.
Martinho se distinguiu por sua disciplinada observância das regras, sua caridade e sua profunda devoção ao Santíssimo Sacramento. A data de sua morte nos foi revelada pelo necrológio preservado no mosteiro: 12 de janeiro de 1203, de causas naturais. Os religiosos de Santo Isidoro depois dedicaram-lhe uma capela e passaram a celebrar-lhe uma festa cada ano.

## Obras
Martinho escreveu comentários sobre diferentes epístolas e sobre o Apocalipse, além de ter deixado vários sermões sobre os mais variados temas. Suas obras completas foram publicadas pela primeira vez por Espinosa (Sevilha, 1782) e foram depois republicadas por Migne, na Patrologia Latina, LXXXI, 53-64, CCVIII, CCIX (Paris, 1855).